# کارورزی (پزشکی)
کارورزی یک دوره کارورزی در تحصیلات دکترای پزشکی عمومی، دکترای تخصصی روانشناسی است که مدت و نحوه برگزاری آن در کشورهای مختلف متفاوت است. معمولاً کارورزی آخرین دوره پزشکی و روانشناسی است که یک تا یک و نیم‌سال طول می‌کشد. به شخصی که این دوره می‌گذراند، کارورز یا انترن گفته می‌شود.

## وظایف کارورزان
به‌طور کلی وظایف و اختیارات کارورزان بسته به دانشگاه و بیمارستان مربوط متفاوت است:
- گرفتن شرح‌حال بیماران بستری شده در بخش‌ها
- حضور در درمانگاه‌های آموزشی
- شرکت در جلسات گزارش صبحگاهی و ارائه شرح‌حال بیماران
- انجام اقدامات اولیه تشخیصی و درمانی در بخش‌ها شامل سوندگذاری، قرار دادن لوله معده و شستشوی معده، نمونه‌گیری خون و غیره.
- حضور در بخش‌های بستری و پیگیری اقدامات درمانی و تشخیصی بیماران
- نوشتن خلاصه پرونده بیماران
- حضور در کشیک‌های اورژانس

## ارزشیابی کارورزان
به‌طور معمول کارورزان در هر بخش توسط اعضای هیئت علمی آن بخش با توجه به معیارها و سیاست‌های بخش مورد ارزیابی قرار می‌گیرند. معمولاً بر اساس حضور منظم کارورزان در بخش و انجام وظایف محوله به آن‌ها ارزشیابی توسط دستیار ارشد گروه انجام می‌شود.

## هدف از دوره کارورزی
دوره کارورزی در پزشکی با هدف ارائه مهارت‌های ذهنی، شناختی و فنی مورد نیاز پزشکان در ارائه خدمات درمانی حرفه ای به بیماران است. این دوره به کارورزان فرصت می‌دهد تا مهارت‌های ارتباط با بیمار را که در حوزه پزشکی بسیار مهم است یاد بگیرند و تمرین کنند. شما به عنوان یک اینترن، باید بتوانید درمان مناسب و مؤثر را برای بیماران ارائه دهید. هدف اصلی شما اطمینان از انجام معاینه دقیق و تشخیص بر اساس شرح حال و آموخته‌های مناسب با استفاده از پزشکی مبتنی بر شواهد است. اینترن‌ها باید در موقعیت‌هایی که نیاز به تخصص بیشتری دارند در رفرنس‌های بالینی سرچ کنند و برای دستیابی به تصمیمات بهتر، با سایر پزشکان مشورت کنند. توجه به این نکته ضروری است که در برخورد با هر بیمار باید به ویژگی‌های منحصر به فرد وی توجه داشت و از انجام مداخلات یکسان و عمومی برای همه بیماران خودداری کرد.

## کشیک‌ها
یکی از تفاوت‌های اساسی دوره کارورزی با دوره کارآموزی پزشکی حضور در کشیک و اقامت در بیمارستان است. از ۱۸ ماه کارورزی در ایران حدود ۱۲ ماه کارورزان در بخش‌های دارای کشیک هستند. در ایران سقف تعداد کشیک در ماه برای کارورزان ۱۰ کشیک است که این مقدار بر اساس شرایط بیمارستان موردنظر و تعداد کارورزان حاضر در بخش متفاوت است.

## کارورزی پزشکی در کشورهای مختلف

### کارورزی پزشکی در ایالات متحده
در آمریکا کارورزی پزشکی یکسال است که معمولاً از ابتدای ژوئیه آغاز می‌شود و بعد از گذراندن آن و مرحله سوم USMLE فرد قادر خواهد بود تا به عنوان پزشک عمومی به طبابت بپردازد.

### کارورزی پزشکی در ایران
کارورزی پزشکی در ایران آخرین مرحله از مراحل چهارگانه تحصیلات پزشکی است و ۱۸ ماه از آن را تشکیل می‌دهد. در این مرحله دانشجوی پزشکی مسئولیت اولیهٔ بیماران را برعهده دارد. بخش‌های اصلی که حضور در آن‌ها برای همه کارورزان پزشکی ضروری است شامل بیماری‌های داخلی، بیماری‌های کودکان، بیماری‌های جراحی، و اورژانس و بیماری‌های روانپزشکی است. ۶ ماه باقی‌مانده از ۱۸ ماه بر اساس ظرفیت‌های بیمارستان آموزشی در بخش‌های مختلف بیمارستانی شامل چشم‌پزشکی، گوش و حلق و بینی، بیماری‌های پوست، اورولوژی و غیره است.

#### آزمون پیش‌کارورزی
دانشجویان پزشکی برای ورود به دوره کارورزی می‌بایست آزمون پیش‌کاروزی را با موفقیت پشت سر بگذارند. آزمون پیش‌کارورزی یا پره‌انترنی، شامل ۲۰۰ پرسش چهارگزینه‌ای از موضوعات بالینی است که دانشجویان می‌بایست حداقل به نصف پرسش‌ها پاسخ صحیح بدهند. معمولاً سطح آزمون به گونه‌ای است که حدود بیش از ۹۰ درصد دانشجویان به راحتی آزمون را پشت سر می‌گذارند.